# スタジオコロリド
株式会社スタジオコロリド（英: STUDIO COLORIDO CO.,LTD.）は、日本のアニメ制作会社。株式会社EOTAの子会社。

## 概要
電機メーカー、ゴンゾ（管理責任者）を経てカラー出身である宇田英男が2011年8月に設立。若いクリエイターが多く、「アニメに関わる人が安心して働き続けることができる場を作る」を理念にアニメーション制作を行っている。
2018年8月、『ペンギン・ハイウェイ』で初の長編作品を制作。
社名のコロリドには、ポルトガル語で「色彩豊か」という意味がある。

## 作品

### 劇場アニメ
| 公開年 | タイトル                   | 監督              |
| ------ | -------------------------- | ----------------- |
| 2013年 | 陽なたのアオシグレ         | 石田祐康          |
| 2013年 | 寫眞館                     | なかむらたかし    |
| 2015年 | 台風のノルダ               | 新井陽次郎        |
| 2018年 | ペンギン・ハイウェイ       | 石田祐康          |
| 2020年 | 泣きたい私は猫をかぶる     | 佐藤順一 柴山智隆 |
| 2020年 | BURN THE WITCH             | 川野達朗          |
| 2022年 | 雨を告げる漂流団地         | 石田祐康          |
| 2024年 | 好きでも嫌いなあまのじゃく | 柴山智隆          |

### Webアニメ
| 配信年 | タイトル                                                 |
| ------ | -------------------------------------------------------- |
| 2013年 | Control Bear short animation film                        |
| 2014年 | ポレットのイス                                           |
| 2015年 | ブブとブブリーナ                                         |
| 2016年 | マクドナルドCM「未来のワタシ」篇                         |
| 2016年 | ヴァルハイト ライジング                                  |
| 2016年 | 三井不動産PV『Go for 2020』                              |
| 2017年 | マクドナルドCM「未来のワタシ 第2弾」篇                   |
| 2018年 | なめこ市場東京本店 なめこPV                              |
| 2018年 | 大塚製薬CM『すすめ、カロリーナ。』                       |
| 2019年 | YKK×Perfume×COLORIDO short animation                     |
| 2019年 | YKK×Perfume×COLORIDO short animation part2               |
| 2019年 | YKK×Perfume×COLORIDO short animation part3               |
| 2019年 | FASTENING DAYS4                                          |
| 2020年 | 薄明の翼                                                 |
| 2020年 | 「薄明の翼」EXPANSION 〜星の祭〜                         |
| 2021年 | ユメノツボミ                                             |
| 2021年 | まっててね!コイキング                                    |
| 2021年 | ぽかぽかマグマッグハウス                                 |
| 2021年 | ゲンガーになっちゃった!?                                 |
| 2021年 | スター・ウォーズ: ビジョンズ「タトゥイーン・ラプソディ」 |
| 2023年 | BURN THE WITCH ＃0.8                                     |
| 2024年 | パモパモットパーモット!                                  |
| 2024年 | ドオー大量発生ちゅう?                                    |
| 2024年 | 幼なじみのカルボウ                                       |

### 制作協力
| 年     | タイトル                | 制作元請                       | 備考                           |
| ------ | ----------------------- | ------------------------------ | ------------------------------ |
| 2019年 | 天気の子                | コミックス・ウェーブ・フィルム | アニメーション制作協力         |
| 2022年 | SPY×FAMILY              | WIT STUDIO CloverWorks         | 各話制作協力、作画監督         |
| 2022年 | うる星やつら            | david production               | オープニングアニメーション制作 |
| 2022年 | すずめの戸締まり        | コミックス・ウェーブ・フィルム | アニメーション制作協力         |
| 2023年 | 名探偵コナン 黒鉄の魚影 | トムス・エンタテインメント     |                                |
| 2024年 | 葬送のフリーレン        | マッドハウス                   | 17話、26話                     |

### その他
| 年     | タイトル                                                      | 備考                 |
| ------ | ------------------------------------------------------------- | -------------------- |
| 2014年 | マルコメCM「料亭の味 たっぷりお徳 母と息子篇」                | テレビCM             |
| 2014年 | マルコメCM2「料亭の味 たっぷりお徳 単身赴任篇」               | テレビCM             |
| 2015年 | マルコメCM3「料亭の味 カップみそ汁 夜食篇」                   | テレビCM             |
| 2015年 | パズル&ドラゴンズCM1「転校生篇」                              | テレビCM             |
| 2016年 | パズル&ドラゴンズCM2「冬の青春篇」                            | テレビCM             |
| 2020年 | ヨルシカ/夜行                                                 | ミュージック・ビデオ |
| 2022年 | 日清のどん兵衛CM「どんぎつねシーズン2 耳そこなんですか？ 篇」 | テレビCM             |
| 2023年 | JRACM「今日、わたしの物語が走ります。」                       | テレビCM             |
| 2023年 | JRACM「今日、わたしの物語が走ります。Another side篇」         | テレビCM             |

## スタジオ
豪徳寺スタジオ
- 〒156-0044 東京都世田谷区赤堤2丁目32番25号

中野坂上スタジオ
- 〒164-0012 東京都中野区本町1丁目23番9号 NIDビル3階

国分寺スタジオ
- 〒185-0012 東京都国分寺市本町4丁目3番16号 サンクレストビル3階

京都スタジオ
- 〒604-8482 京都府京都市中京区西ノ京笠殿町161番1号